# Plusgirot
Plusgirot är ett varumärke för Nordeas betalningstjänster i Sverige. Betalningstjänsten utvecklades ursprungligen av Postsparbanken med namnet Postgirot vars namn byttes till PlusGirot år 2005.

## Historia

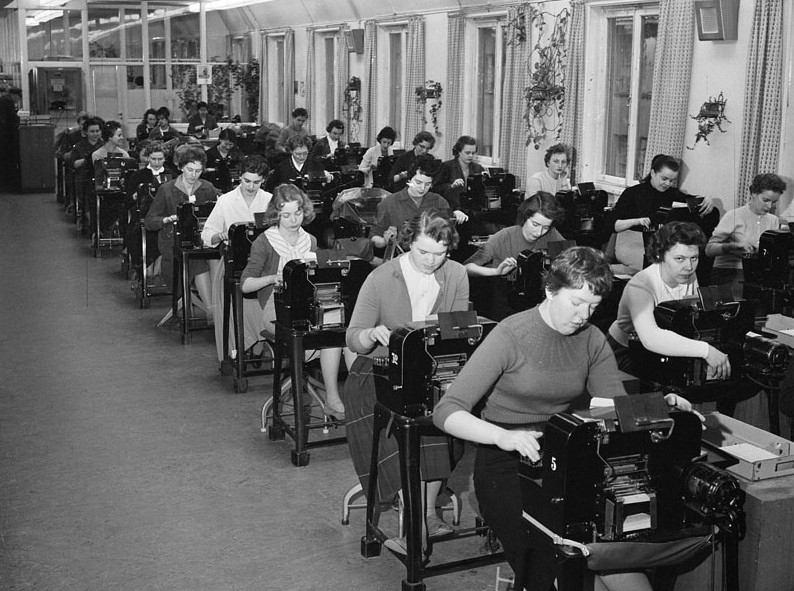
Personal i arbete på Postgirot, Klara norra kyrkogata, Stockholm, året är 1959.

År 1917 tillsattes en utredning om införande av en "postcheckrörelse". Detta för att tillgodose samhällets behov av effektivare betalningsförmedling genom kontantlösa betalningar genom girering, efter mönster från kontinenten. Utredningen tillstyrkte enhälligt idén i sitt betänkande 1919. Riksdagen biföll förslaget 1924 och på nyåret 1925 startade Postgirot som en del av Postsparbanken.  Den som önskade ett konto fick förutom en skriftlig ansökan även betala in ett grundbelopp som alltid måste finnas innestående på kontot. Idén fick ett snabbt genomslag och redan under det första verksamhetsåret öppnades över 5 000 konton. 1926 startades utlandsrörelsen. 1938 öppnades det 100 000:e postgirokontot. 1954 började hålkortstekniken användas. 1962 togs första datamaskinen, IBM 1410, i drift. 1963 infördes optisk läsning. 1965 öppnades det 500 000:e postgirokontot. 1979 infördes ränta på postgirokonton för rörelseidkare. 1981 öppnades det 1 000 000:e postgirokontot. 1990 fick postgirot rätt att ge företag betalningskredit och fritt sätta räntan på postgirokonton. 1992 kompletterades utbudet med GiroKredit - specialinlåning och mottagarränta. Postgirot deltog samma år i införandet av Eurogiro - ett europeiskt nät för internationell betalningsförmedling.
Den 1 mars 1994 ombildades Postgirot till Postgirot Bank AB och var ett helägt dotterbolag till Posten. 1998 infördes en ny prissättning av Postgirots tjänster med årsavgift för postgirokonton. Samtidigt blev betalning via Internet möjligt genom tjänsterna ePostgiro, eFaktura och Postgirot Purchasing Card. 1999 beslutade Posten att bankverksamheten skulle avvecklas och 2001 såldes samtliga aktier i bolaget till Nordbanken för omkring 4,1 miljarder kronor. 2002 fusionerades Postgirot Bank AB (publ) och Nordea Bank AB (publ). 
År 2005 bytte Postgirot namn till Plusgirot.
Möjligheten för privatpersoner att ha ett plusgirokonto upphörde under 2015 och samtliga befintliga privatkonton avslutades därmed. Plusgiro finns dock fortfarande kvar för företag inklusive enskilda företagare.

## Statliga betalningar
1947 lades skatteuppbörden på Postgirot. Möjligheten att betala till Skatteverket via postgiro upphörde 2012 och därefter kunde betalningar endast ske via bankgiro. 
Dåvarande Postgirot hade 1974–1994 i princip monopol på statliga betalningar. De skötte också det statliga koncernkontosystemet CassaNova (1988–2003) över vilket alla betalningar till och från statens konto i riksbankens betalningssystem (SCR) gick. Detta gav Postgirot Bank AB en klar konkurrensfördel jämfört med andra betalningsförmedlare då staten började konkurrensutsätta de statliga betalningstjänsterna 1994. Från och med 2001 kunde dock bankerna avveckla betalningar direkt mot SCR utan att gå via CassaNova.

## 90-konto
90-konton är en speciell typ av plusgirokonto vars mål är insamlingar till välgörenhet av olika slag. Dessa konton står under uppsikt av Stiftelsen för insamlingskontroll.